# Puerto Rico en los Juegos Centroamericanos y del Caribe
Puerto Rico participa en los Juegos Centroamericanos y del Caribe desde la segunda edición, realizada en La Habana en 1930.
El país está representado ante los Juegos Suramericanos por el Comité Olímpico de Puerto Rico 
y fue sede de la décima, décima séptima y vigésima primera 
edición del evento deportivo en San Juan 1966, Ponce 1993 y Mayagüez 2010 respectivamente.

## Delegación
Para los XXI Juegos Centroamericanos y del Caribe, Puerto Rico contó con una delegación de 649 deportistas que participaron en 41 disciplinas deportivas.

## Medallero histórico
| Año   | País                               | Sede                       | Posición | Oro | Plata | Bronce | Total |
| ----- | ---------------------------------- | -------------------------- | -------- | --- | ----- | ------ | ----- |
| 1926  | Bandera de México                  | Ciudad de México           | -        | -   | -     | -      | -     |
| 1930  | Bandera de Cuba                    | La Habana                  | 4/8      | 0   | 3     | 0      | 3     |
| 1935  | Bandera de El Salvador             | San Salvador               | 3/8      | 5   | 5     | 5      | 15    |
| 1938  | Bandera de Panamá                  | Ciudad de Panamá           | 4/10     | 16  | 11    | 11     | 38    |
| 1946  | Bandera de Colombia                | Barranquilla               | 4/13     | 9   | 8     | 7      | 24    |
| 1950  | Bandera de Guatemala               | Ciudad de Guatemala        | 3/14     | 12  | 7     | 10     | 29    |
| 1954  | Bandera de México                  | Ciudad de México           | 6/11     | 6   | 9     | 9      | 24    |
| 1959  | Bandera de Venezuela               | Caracas                    | 3/12     | 9   | 19    | 8      | 36    |
| 1962  | Bandera de Jamaica                 | Kingston                   | 4/15     | 11  | 14    | 15     | 38    |
| 1966  | Bandera de Puerto Rico             | San Juan                   | 3/16     | 27  | 27    | 29     | 83    |
| 1970  | Bandera de Panamá                  | Ciudad de Panamá           | 4/15     | 13  | 18    | 25     | 56    |
| 1974  | Bandera de la República Dominicana | Santo Domingo              | 4/21     | 9   | 24    | 38     | 69    |
| 1978  | Bandera de Colombia                | Medellín                   | 3/19     | 13  | 15    | 33     | 61    |
| 1982  | Bandera de Cuba                    | La Habana                  | 4/21     | 7   | 43    | 54     | 104   |
| 1986  | Bandera de la República Dominicana | Santiago de los Caballeros | 4/20     | 13  | 29    | 50     | 92    |
| 1990  | Bandera de México                  | Ciudad de México           | 3/24     | 21  | 47    | 40     | 108   |
| 1993  | Bandera de Puerto Rico             | Ponce                      | 4/25     | 23  | 54    | 78     | 153   |
| 1998  | Bandera de Venezuela               | Maracaibo                  | 5/32     | 11  | 21    | 48     | 80    |
| 2002  | Bandera de El Salvador             | San Salvador               | 5/31     | 30  | 47    | 57     | 134   |
| 2006  | Bandera de Colombia                | Cartagena de Indias        | 5/32     | 24  | 19    | 53     | 96    |
| 2010  | Bandera de Puerto Rico             | Mayagüez                   | 4/28     | 48  | 44    | 75     | 167   |
| 2014  | Bandera de México                  | Veracruz                   | 6/26     | 15  | 24    | 45     | 84    |
| 2018  | Bandera de Colombia                | Barranquilla               | 7/30     | 20  | 29    | 38     | 87    |
| Total | Total                              |                            |          | 342 | 517   | 728    | 1,581 |

## Desempeño
Puerto Rico ocupó el cuarto lugar en la última edición de los Juegos Mayagüez 2010.

### XXI Juegos Centroamericanos y del Caribe Mayagüez 2010
Fuente:
Organización de los XXI Juegos Centroamericanos y del Caribe Mayagüez 2010. 
| Clasificación del País | Clasificación del Total | Deportista           | País        | Disciplina         |   |   |   | Total |
| 1                      | 10                      | Luis Rivera          | Puerto Rico | Gimnasia artística | 4 | 1 | 0 | 5     |
| 2                      | 61                      | Marie Koesnodihardjo | Puerto Rico | Patinaje artístico | 2 | 2 | 1 | 5     |
| 3                      | 65                      | Vanessa García       | Puerto Rico | Natación           | 2 | 2 | 0 | 4     |
| 4                      | 72                      | Melissa Mojica       | Puerto Rico | Judo               | 2 | 1 | 0 | 3     |
| 5                      | 89                      | Beverly Ramos        | Puerto Rico | Atletismo          | 2 | 0 | 1 | 3     |
| 5                      | 89                      | Andraunick Simounet  | Puerto Rico | Bolos              | 2 | 0 | 1 | 3     |
| 7                      | 95                      | Omar González        | Puerto Rico | Baloncesto         | 2 | 0 | 0 | 2     |
| 7                      | 95                      | Tommy Ramos          | Puerto Rico | Gimnasia artística | 2 | 0 | 0 | 2     |
| 9                      | 137                     | Daniel Castro        | Puerto Rico | Tiro con arco      | 1 | 2 | 1 | 4     |
| 9                      | 137                     | Luis Vargas          | Puerto Rico | Gimnasia artística | 1 | 2 | 1 | 4     |